# Mickaël Garos
Mickaël Garos (Rouen, 10 mei 1988) is een Frans voetballer die speelt als middenvelder.

## Carrière
Garos speelde gedurende zijn eerste seizoenen voor clubs uit de lagere Franse reeksen: US Quevilly, SRD Saint Dié en Saint-Louis Neuweg. Hij tekende in 2014 voor de Luxemburgse club Progrès Niedercorn, hij speelde er tot 2017 toen hij tekende bij de landskampioen F91 Dudelange. Hij werd met hen landskampioen in 2018, hij werd in het seizoen 2018/19 uitgeleend aan Differdange 03. In 2020 tekende hij een contract bij Swift Hesperange.

## Erelijst
- F91 Dudelange
  - Landskampioen: 2018